# КОК-2

Советский картофелеуборочный комбайн КОК-2. 1950-е годы

КОК-2 — первый советский прицепной картофелеуборочный комбайн, созданный в НИИ картофельного хозяйства под руководством инженера-конструктора Алексея Филипповича Чиркунова и производившийся в 1950-е годы. 
КОК-2 производит одновременно три операции: выкапывает картофель, очищает его от ботвы с землёй и собирает в тару. Агрегатируется с трактором СХТЗ-НАТИ. По сравнению с уборкой плугом затрата труда при работе с КОК-2 сокращается в 4-5 раз. За 10 часов на лёгких почвах комбайн убирает до 5 га. Но КОК-2 имел также серьёзные недостатки: имелись большие потери клубней, они часто повреждались и собирались в неудобные корзины. Поэтому на смену КОК-2 и ККР-2 пришли КГП-2 и К-3.